# Lycodes matsubarai
Lycodes matsubarai es una especie de pez de la familia de los Zoarcidae en el orden de los perciformes.

## Morfología
Los machos pueden llegar a alcanzar los 22,2 cm de longitud total.

## Hábitat
Es un pez de mar y de Clima templado que vive hasta los 200 m de profundidad.

## Distribución geográfica
Se encuentra en el Mar de Ojotsk.

## Observaciones
Es inofensivo para los humanos. 